# Risbro
Risbro är en bebyggelse i Södertälje kommun, belägen strax väster om Järna i Överjärna socken. SCB avgränsade här en småort mellan 2005 och 2015 och åter från 2020. 2015 hade småorten vuxit samman med Järna tätort.